# 舒歌群
舒歌群（1964年3月—），男，汉族，浙江长兴人，中华人民共和国内燃机专家、政治人物，曾任天津大学副校长、党委副书记，现任中国科学技术大学党委书记。